# Kyau & Albert
Kyau & Albert – robocza nazwa dwóch producentów z Niemiec Ralpha Kyau i Stevena Moebiusa Alberta. Dawniej znanych jako Kyau vs. Albert.

## Historia
Pierwsze poważne produkcje Ralpha Kyau muzyki elektronicznej sięgają początku lat 90, jego pierwszy album "Modulation Experiments"
został wydany w 1993 roku. W tym samym roku razem z DJ-em Shandym założyli label Harmony Recordings do którego przyłączył się m.in. Micro De Govia. Latem 1994 roku spotkał Stevena Moebiusa Alberta z którym postanowił tworzyć muzykę. Wynikiem ich owocnej współpracy był singiel "Let me in" wydany w 1996 roku. Od tamtego czasu byli znani jako Kyau Vs.Albert. W następnym roku powstał label Euphonic Records, do którego dołączyli Rough Mullar (znany jako Sonorus) oraz Ronski Speed. Dzięki Euphonic Steven i Ralph byli gotowi, aby zaprezentować swoje pomysły szerszej publiczności.
Już w 1998 roku ukazała się pierwsza składanka Euphonic "We Come In Peace", dzięki czemu duet zaczął być coraz bardziej popularny. Natomiast rok później produkcja Moebius AG "Do What I Want" stała się klubowym hitem bez jakichkolwiek wcześniejszych promocji czy obecności na niemieckiej liście Dance Charts.
W styczniu 2000 roku singiel "Great/Loebau" wszedł na niemiecką listę przebojów, dzięki promocji kilku niemieckich radiostacji. Pierwszą ważną wytwórnią płytową, która zainteresowała się muzyką Kyau vs. Albert była WEA Records Warner Music Germany, z którą współpracowali przez następne 3 lata. W 2001 roku ukazał się singiel "Outside" wraz z klipem wideo, który emitowany był w telewizji. Sam Paul Van Dyk kilkakrotnie grał ten singiel, oraz zaprosił twórców do swojego radiowego show. "Outside" stał się radiowym hitem i uplasował się na 74 pozycji niemieckiej listy najlepiej sprzedających się singli. Na początku następnego roku został wydany singiel "Save Me", który po kilku miesiącach wszedł na 44 pozycje najlepiej sprzedających się singli. W marcu 2003 roku została wydana kompilacja pt. "Review" - zbiór najlepszych produkcji i remixów. Ich Płyta stała się "Płytą miesiąca" w magazynie "German Raveline" oraz "Albumem tygodnia" według dobrze wszystkim znanej rozgłośni radiowej Sunshine Live. Kolejny wydany przez nich singiel "Velvet Morning" również zdobył popularność, zajmując 74 miejsce najlepiej sprzedających się singli. Po roku ciężkiej pracy debiutancki album Kyau & Albert pt. "Here We Are Now" został wydany w Niemczech.
W 2005 roku label Euphonic wydał w Niemczech singiel "Made Of Sun/Falling Anywhere", który stał się klubowym hitem i był jednym z największych ich dotychczasowych osiągnięć muzycznych. Na wiosnę tego roku ukazała się pierwsza zremiksowana składanka "Positive Ways 4". Kolejną zremiksowaną kompilacją była seria "Technoclub". Album "Here We Are Now" ukazał się w Stanach Zjednoczonych, Rosji i krajach azjatyckich, przynosząc nową rzesze fanów. Na wiosnę 2006 roku ukazał się kolejny podwójny singiel "Walk Down/Kiksu", który był zapowiedzią drugiego albumu pt. "Worldvibe", który ukazał się jesienią tego samego roku. Ponadto od niedawna duet zmodyfikował swój pseudonim, który teraz brzmi Kyau & Albert, a nie jak poprzednio Kyau vs. Albert. W 2008 roku Ralph i Steven przypomnieli się swoim fanom podwójnym singlem "Neo Love/Orange Bill", który przygotowali razem z Marc Marbergiem. Na początku 2009 roku ukazał się ich album "Best Of 2002-2009", który zawiera najlepsze single plus nowy utwór "Be There 4 U". 

## Dyskografia

### Albumy
- 2003 Review - Selection Of Singles And Remixes
- 2004 Here We Are Now
- 2006 Worldvibe
- 2009 Best Of 2002-2009
- 2012 15 Years - The Album
- 2013 Nights Awake
- 2015 Distant Lights
- 2016 20 Years
- 2017 Matching Stories
- 2018 Neverlost
- 2019 Euphonic 300

### Mixy
- 2004 Positive Ways 4
- 2004 Technoclub Next 2
- 2005 This Is Trance 3
- 2006 From Euphonic To Russia
- 2007 Euphonic 10 Years
- 2014 A State of Trance 650 (New Horizons)

### Single
- 1993 Kyau - Modulation Experiments [Xplode Records]
- 1994 Kyau - Overflyer [Harmony Records]
- 1994 Kyau - House Will.. [Harmony Records]
- 1996 Kyau vs Albert - Let Me In [Harmony Records]
- 1997 Kyau vs Albert - Rocket [Happy Vibes Records]
- 1998 Kyau vs Albert - Lovemassacre [Euphonic]
- 1999 Moebius AG - Do What I Want [Rouge Pulp]
- 1999 Kyau vs Albert - Great [Euphonic]
- 2000 Kyau vs Albert - LFO [Euphonic]
- 2000 Kyau vs Albert - Euphonic [Euphonic]
- 2001 Kyau vs Albert - Outside [WEA]
- 2001 Moebius AG - Come on Girl [ZYX Germany]
- 2002 Kyau vs Albert - Save Me [WEA]
- 2003 Kyau vs Albert - Velvet Morning [Euphonic]
- 2004 Kyau vs Albert - Made Of Sun [Euphonic]
- 2004 Kyau Vs Albert Feat Julie - Not with You [Euphonic]
- 2006 Kyau Vs. Albert - Kiksu [Euphonic]
- 2006 Kyau Vs Albert - Walk Down [Euphonic]
- 2006 Kyau vs. Albert - Are You Fine? [Euphonic]
- 2007 Kyau & Albert - Always a Fool [Euphonic]
- 2007 Kyau & Albert - Megashira [Euphonic]
- 2007 Kyau & Albert - 7 Skies [Euphonic]
- 2008 Kyau & Albert with Marc Marberg - Orange Bill / Neo Love [EUPHORiC]
- 2008 Kyau & Albert - Hide & Seek [Euphonic]
- 2009 Kyau & Albert - Hooked On Infinity [Euphonic]
- 2009 Kyau & Albert with Marc Marberg - Grrreat [Euphonic]
- 2009 Kyau & Albert - I Love You [Euphonic]
- 2010 Kyau & Albert - Painkillers [Euphonic]
- 2010 Kyau & Albert vs. Above & Beyond - Anphonic
- 2011 Kyau & Albert - Barbizon [Euphonic]
- 2011 Kyau & Albert - Kiksu (2011 Rework)
- 2011 Kyau & Albert - On The Way [Euphonic]
- 2011 Kyau & Albert - A Night Like This [Euphonic]
- 2011 Kyau & Albert - 15 Years: Part One [Euphonic]
- 2011 Kyau & Albert - 15 Years: Part Two [Euphonic]
- 2012 Kyau & Albert - This Love [Euphonic]
- 2012 Kyau & Albert - Another Time [Euphonic]
- 2012 Kyau & Albert - Glühwürmchen [Anjunabeats]
- 2013 Kyau & Albert - The One [Euphonic]
- 2014 Kyau & Albert - Are You One of Us? [Euphonic]
- 2014 Kyau & Albert - Down [Euphonic]
- 2014 Kyau & Albert - Relevant Angel [Euphonic]
- 2015 Kyau & Albert - Follow The Waves [Euphonic]
- 2015 Kyau & Albert - Lover In The Dark [Euphonic]
- 2015 Kyau & Albert feat. Maria Nayler - Calming Rain [Euphonic]
- 2016 Kyau & Albert - About The Sun [Anjunabeats]
- 2016 Kyau & Albert - Memory Lane [Anjunabeats]
- 2016 Kyau & Albert - 20 Years (EP # 1) [Euphonic]
- 2016 Kyau & Albert - Sleeping Lions (Feat. In Gray) [Anjunabeats]
- 2017 Kyau & Albert - Trace [Euphonic]
- 2017 Kyau & Albert - Mein Herz [Euphinic]
- 2018 Kyau & Albert vs. Genix - Mantis [Anjunabeats]
- 2018 Kyau & Albert - Tube Hearts [Anjunabeats]
- 2018 Kyau & Albert with Steve Brian - Reverie [Euphonic]
- 2019 Kyau & Albert with Aly & Fila - Come Home [FSOE]
- 2019 Kyau & Albert - You Are All [Anjunabeats]
- 2019 Kyau & Albert - So True [Euphonic]

### Remiksy
- 1994 Mirco de Govia - Sumatra Rain
- 1997 DJ Happy Vibes - Wake Up
- 1997 Underground Children
- 1998 Spacewalker - Baywatch
- 1998 Elastique V - Cara Mia
- 2000 Sonorous - Glass Garden
- 2000 Taiko - Echo Drop
- 2001 Delicate - Close Your Eyes
- 2001 Elektrostar - Tides of Memories
- 2001 Flesh & Bones - Rigor Mortis
- 2001 KayCee - I feel You
- 2001 Kosheen - Catch
- 2001 Mirco de Govia - Epic Monolith
- 2002 Apoptygma Berzerk - Suffer in Silence
- 2002 David Forbes - Questions (Must be Asked)
- 2002 Mirco de Govia - Thing's That Matter
- 2002 Solid Sessions - Janeiro
- 2004 Young Parisians feat. Ben Lost - Jump the Next Train
- 2004 Blank & Jones - Waiting for the Light
- 2006 Oceanlab - Sirens of the sea
- 2006 Schiller mit Jette von Roth - Der Tag...Du Bist erwacht
- 2006 Gabriel & Dresden - Tracking Treasure Down
- 2007 Ronski Speed - Love All the Pain Away
- 2007 Cinema Bizarre - Lovesongs
- 2007 Sebastian Sand - Strange Bends
- 2008 Cressida - 6a.m.
- 2008 Paul van Dyk feat. Ashley Tomberlin - Complicated
- 2008 Lange feat. Sarah Howells - Out of the Sky
- 2009 Cosmic Gate - Flatline
- 2009 Stoneface and Terminal - Santiago
- 2010 Bent - As You Fall
- 2010 Super8 & Tab - Empire
- 2011 Armin van Buuren ft Ana Criado - Down to Love
- 2011 Kyau & Albert - Kiksu
- 2011 Ferry Corsten - Check It Out
- 2011 Above & Beyond ft. Zoë Johnston - You Got to Go
- 2012 Ronski Speed & Stine Grove - Run to the Sunlight
- 2015 Aquilo - I Gave It All
- 2018 Tritonal feat. Lourdiz - Love U Right
- 2019 Kast - Pager